# Wereldkampioenschap voetbal 2006 (kwartfinale) Brazilië - Frankrijk
Deze pagina is een subpagina van het artikel Wereldkampioenschap voetbal 2006. Hierin wordt de wedstrijd in de kwartfinale tussen Brazilië en Frankrijk gespeeld op 1 juli nader uitgelicht.

## Wedstrijdgegevens
| Datum                | 1 juli 2006                                | 1 juli 2006                                |
| Stadion              | Commerzbank-Arena, Frankfurt               | Commerzbank-Arena, Frankfurt               |
| Toeschouwers         | 48,000                                     | 48,000                                     |
| Scheidsrechter       | Luis Medina Cantalejo                      | Luis Medina Cantalejo                      |
| Assistenten          | Victoriano Giraldez Pedro Medina Hernandez | Victoriano Giraldez Pedro Medina Hernandez |
| Vierde man           | Mark Shield                                | Mark Shield                                |
| Man van de wedstrijd | Zinédine Zidane                            | Zinédine Zidane                            |
|                      | Brazilië                                   | Frankrijk                                  |
| Doelpunten           | 0                                          | 1                                          |
| Gele kaarten         | 4                                          | 3                                          |
| Rode kaarten         | 0                                          | 0                                          |
| Wissels              | 3                                          | 3                                          |
| Schoten op doel      | 1                                          | 5                                          |
| Schoten naast doel   | 7                                          | 9                                          |
| Overtredingen        | 22                                         | 17                                         |
| Hoekschoppen         | 5                                          | 7                                          |
| Buitenspel           | 2                                          | 5                                          |
| Strafschoppen        | 0                                          | 0                                          |
| Balbezit (tijd)      | 30 min                                     | 25 min                                     |
| Balbezit (%)         | 55%                                        | 45%                                        |

| Brazilië | 0 – 1          | Frankrijk |
| | goals (assist) | 57' Thierry Henry |
| Carlos Alberto Parreira                                                                                                | bondscoach     | Raymond Domenech |
| Dida Cafú 76' Lúcio Juan Roberto Carlos Kaká 79' Ronaldo Ronaldinho Zé Roberto Gilberto Silva Juninho Pernambucano 63' | Opstellingen   | Fabien Barthez Éric Abidal Patrick Vieira William Gallas Claude Makélélé 81' Florent Malouda Zinédine Zidane 86' Thierry Henry Lilian Thuram Willy Sagnol 77' Franck Ribéry |
| Adriano 63' Cicinho 76' Robinho 79'                                                                                    | Wissels        | 77' Sidney Govou 81' Sylvain Wiltord 86' Louis Saha |
| Cafú 25' Juan 45' Ronaldo 45+2' Lúcio 75'                                                                              | gele kaarten   | 74' Willy Sagnol 87' Louis Saha 88' Lilian Thuram |
| | rode kaarten   | |

## Nabeschouwing
Nu Brazilië door Frankrijk is uitgeschakeld, strijden er alleen nog Europese landen voor de wereldtitel. Frankrijk plaatste zich voor de halve finales, net zoals Duitsland, Italiaans voetbalelftal Italië en Portugal. In de halve finale gingen Frankrijk en Italië door en Italië won na strafschoppen.
| Groepswedstrijden | | | |
| Groep A | Groep B | Groep C | Groep D |
| Duitsland - Costa Rica Polen - Ecuador Duitsland - Polen Ecuador - Costa Rica Ecuador - Duitsland Costa Rica - Polen             | Engeland - Paraguay Trinidad en Tobago - Zweden Engeland - Trinidad en Tobago Zweden - Paraguay Zweden - Engeland Paraguay - Trinidad en Tobago | Argentinië - Ivoorkust Servië en Montenegro - Nederland Argentinië - Servië en Montenegro Nederland - Ivoorkust Nederland - Argentinië Ivoorkust - Servië en Montenegro | Mexico - Iran Angola - Portugal Mexico - Angola Portugal - Iran Portugal - Mexico Iran - Angola                               |
| Groep E | Groep F | Groep G | Groep H |
| Italië - Ghana Verenigde Staten - Tsjechië Italië - Verenigde Staten Tsjechië - Ghana Tsjechië - Italië Ghana - Verenigde Staten | Australië - Japan Brazilië - Kroatië Brazilië - Australië Japan - Kroatië Japan - Brazilië Kroatië - Australië                                  | Frankrijk - Zwitserland Zuid-Korea - Togo Frankrijk - Zuid-Korea Togo - Zwitserland Togo - Frankrijk Zwitserland - Zuid-Korea                                           | Spanje - Oekraïne Tunesië - Saoedi-Arabië Spanje - Tunesië Saoedi-Arabië - Oekraïne Saoedi-Arabië - Spanje Oekraïne - Tunesië |
| Achtste finales | | | |
| Duitsland - Zweden Argentinië - Mexico                                                                                           | Italië - Australië Zwitserland - Oekraïne | Engeland - Ecuador Portugal - Nederland | Brazilië - Ghana Spanje - Frankrijk                                                                                           |
| Kwartfinales | | | |
| Duitsland - Argentinië | Italië - Oekraïne | Engeland - Portugal | Brazilië - Frankrijk |
| Halve finales | | | |
| Duitsland - Italië | Duitsland - Italië | Portugal - Frankrijk | Portugal - Frankrijk |
| Troostfinale | | | |
| Duitsland - Portugal | | | |
| Finale | | | |
| Italië - Frankrijk | | | |